# Anin (Kamionka)
Anin (niem. Annenhof) – osada wsi Kamionka w Polsce, położona w województwie warmińsko-mazurskim, w powiecie ostródzkim, w gminie Morąg.
W latach 1975–1998 osada administracyjnie należała do województwa olsztyńskiego.
W roku 1973 jako osada należała do powiatu morąskiego, gminy i poczty Morąg.